# 村山神社 (亀岡市)

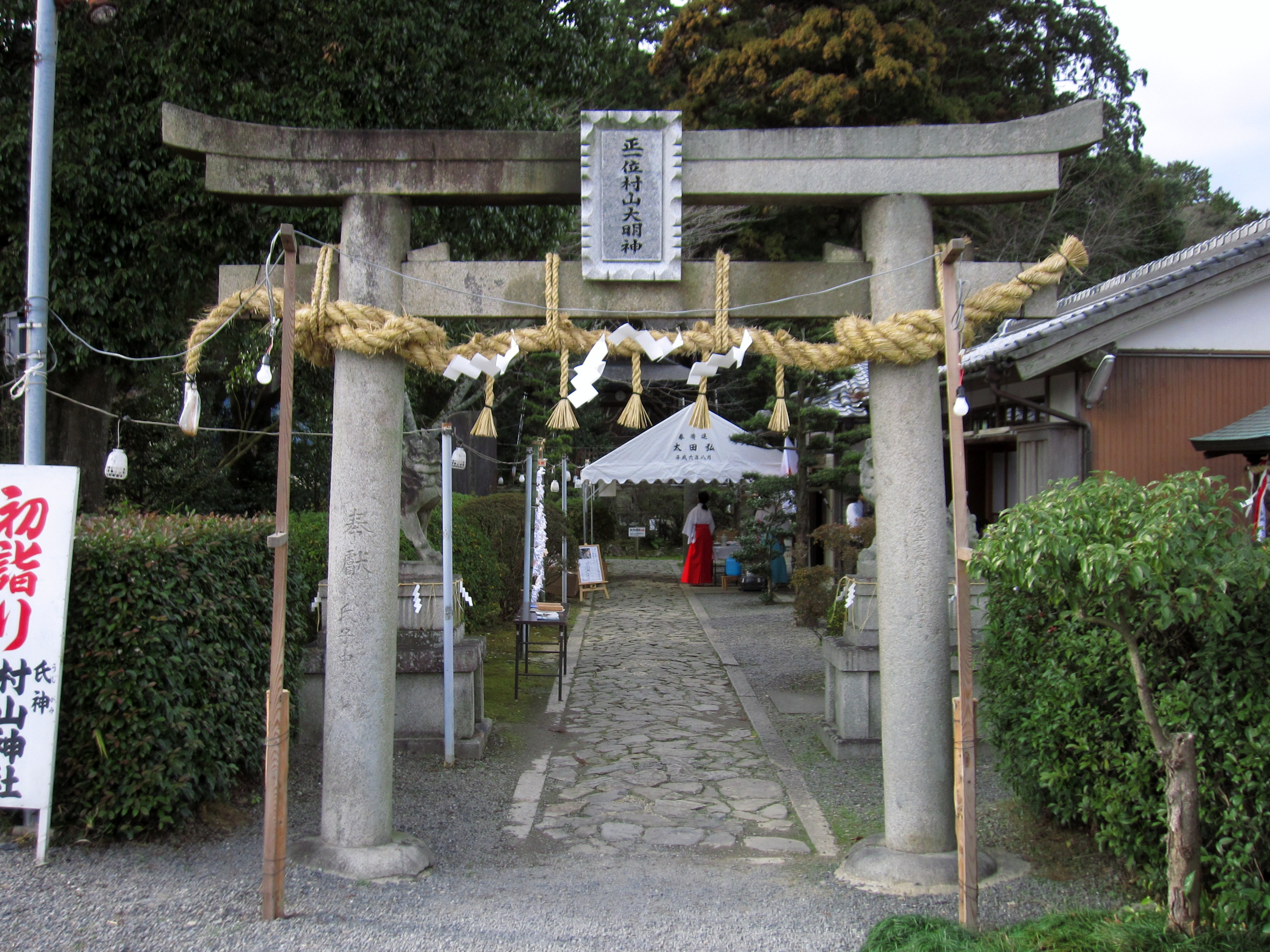
鳥居

村山神社（むらやまじんじゃ）は、京都府亀岡市篠町森にある神社。式内社。旧社格は村社。

## 祭神
祭神は次の通り。
主祭神（本殿）
- 大山祇命（おおやまづみのみこと）
- 木花咲耶比売命（このはなさくやひめのみこと）

配祀神（八幡宮）
- 応神天皇
- 仁徳天皇

## 歴史
本殿・八幡宮とも創建は不詳。境内背後の台地上には須恵器等の窯跡が見つかっており、裏山からもその破片が確認されている。
延長5年（927年）成立の『延喜式』神名帳では丹波国桑田郡に「村山神社」と記載され、式内社に列している。
社伝では、古くは広大な社地を有していたが兵乱で焼失し、応永27年（1420年）に国恩寺の雑掌として当地を治めた渡辺六郎頼方が社殿を再興、その頃八幡宮を勧請して並立したという。
2017年（平成29年）には、台風21号で八幡宮本殿が倒壊する被害に遭っている。

## 境内

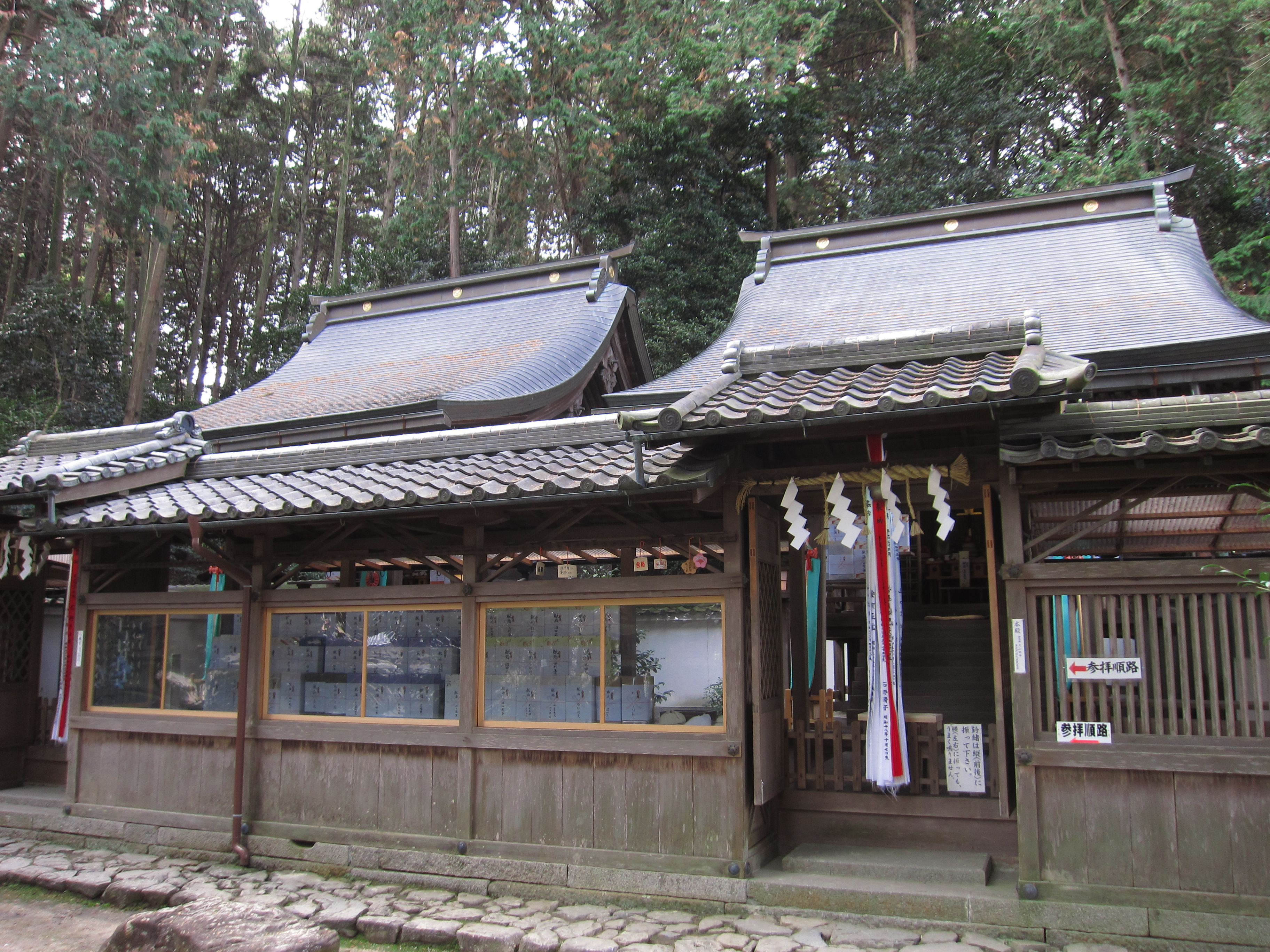
本殿（右）と八幡宮（左） 最上段の板垣内に同一の規模で鎮座。
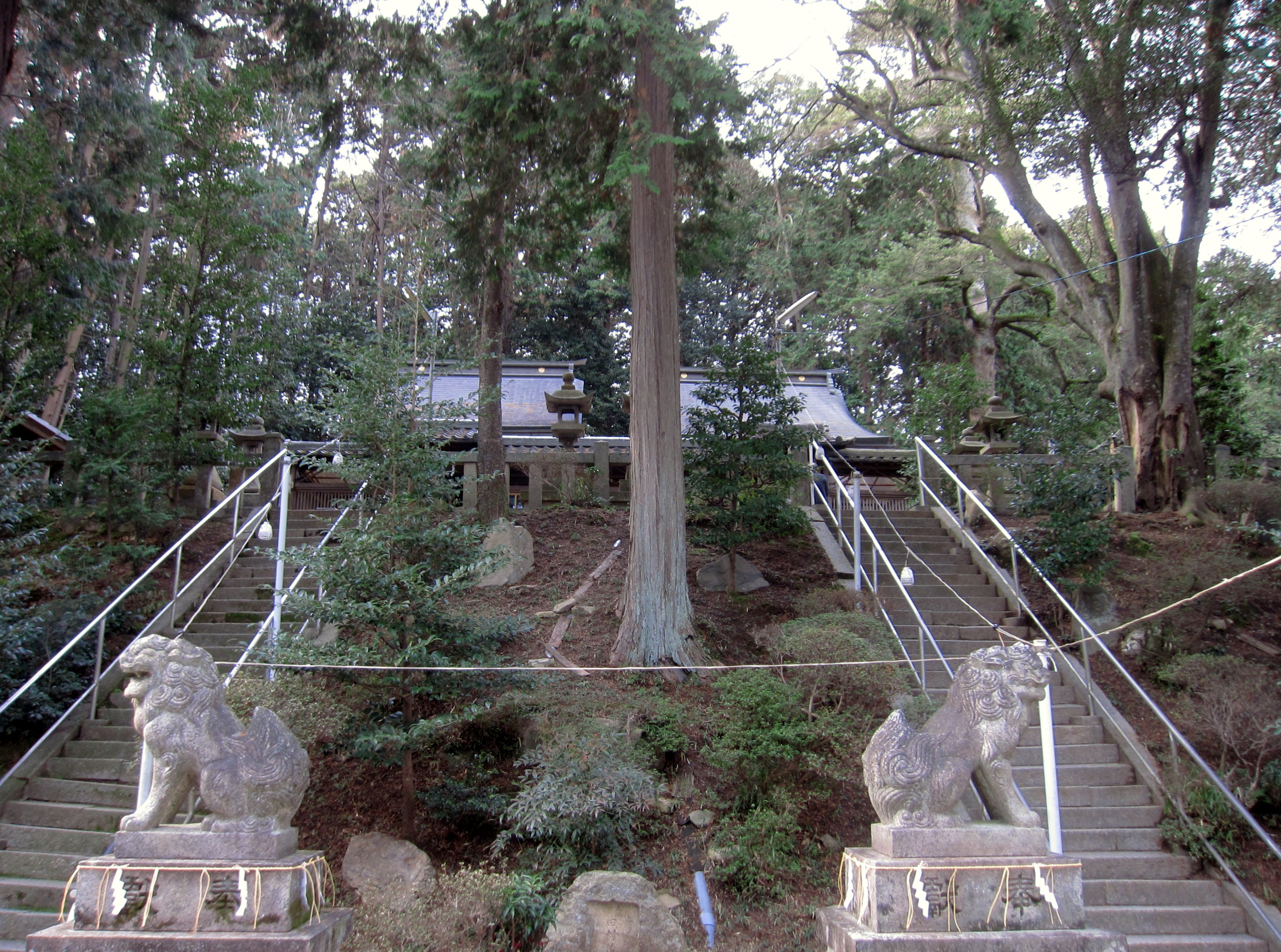
参道（拝殿から上段方向） 本殿・八幡宮それぞれに参道を付す。
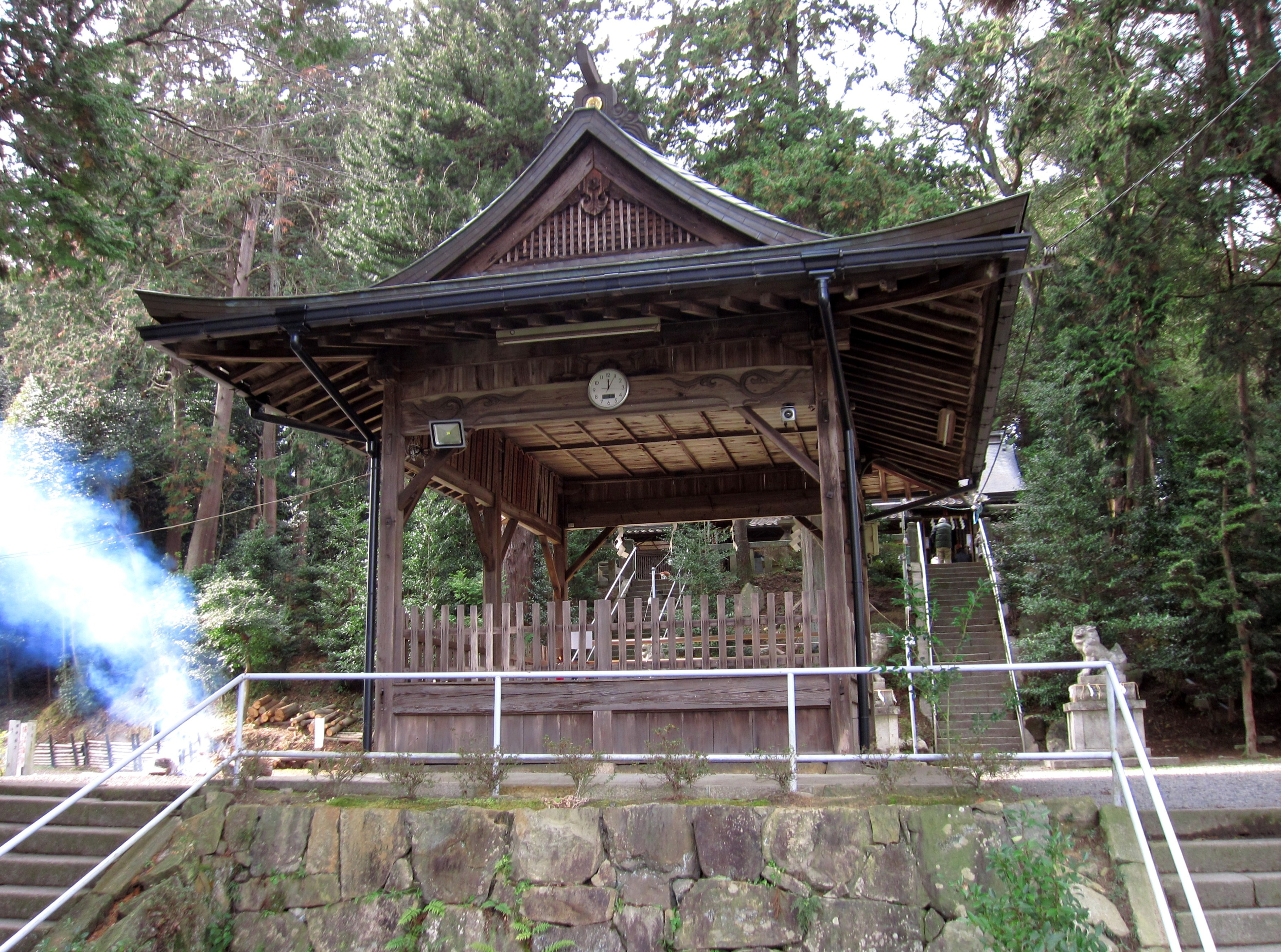
拝殿
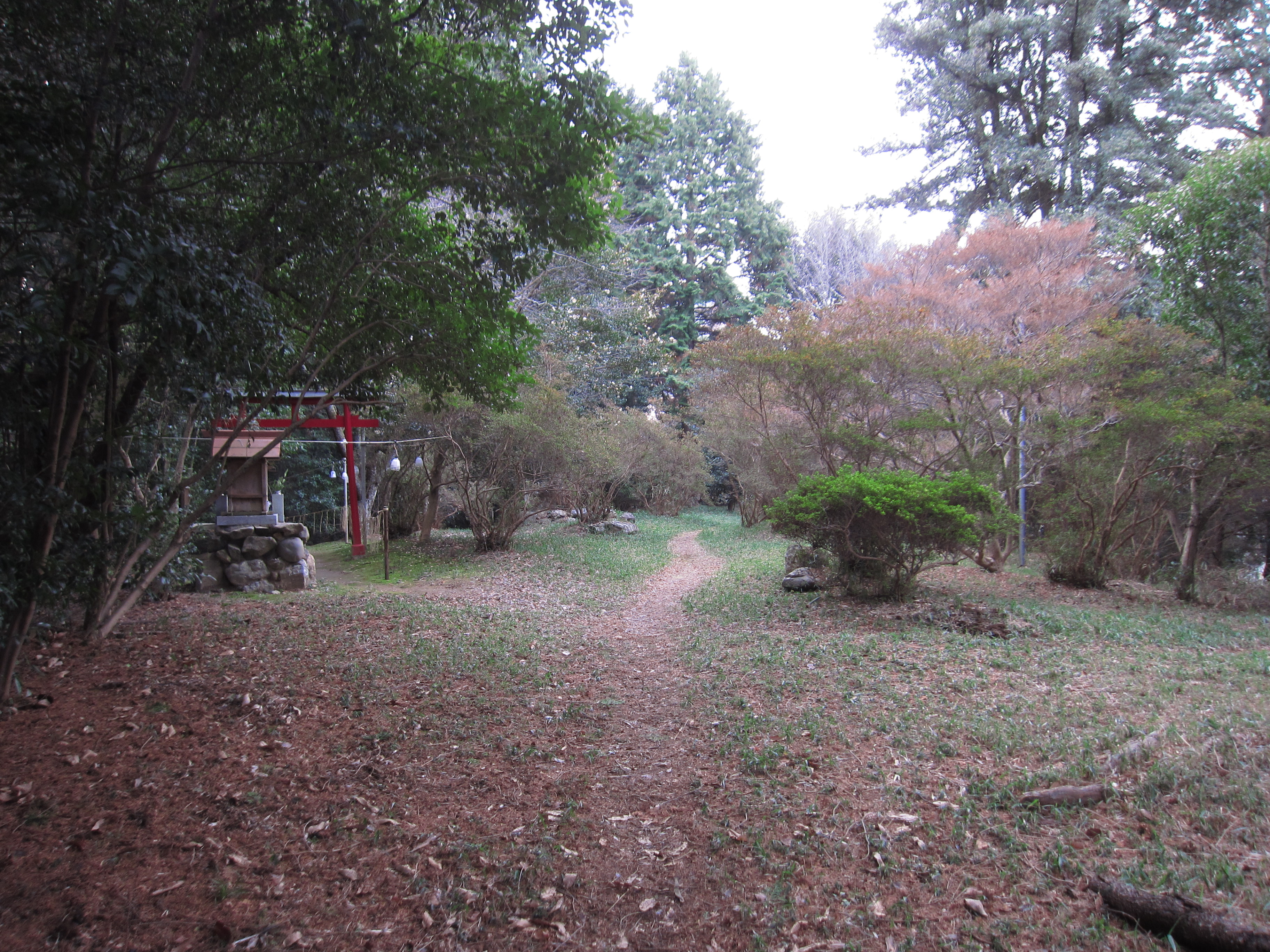
境内裏山 祭神が降臨したといわれる禁足地。

## 摂末社
- 百太夫社
- 厳島社
- 広田社
- 天皇社 - 祭神：仲哀天皇
- 五社大明神 - 稲荷社・天満宮社・大国主命社・野々社・愛宕社
- 稲荷社

## 祭事
- 歳旦祭 （1月1日）
- 祈年祭 （春分の日）
- 八幡宮例祭 （8月20日）
- 例祭 （10月25日）
- 新嘗祭 （11月23日）

## 現地情報
所在地
- 京都府亀岡市篠町森山先34

交通アクセス
- 鉄道：西日本旅客鉄道（JR西日本）嵯峨野線 馬堀駅 （徒歩約20分）